# Calophyllum confusum
Calophyllum confusum är en tvåhjärtbladig växtart som beskrevs av P.F Stevens. Calophyllum confusum ingår i släktet Calophyllum och familjen Calophyllaceae. Inga underarter finns listade i Catalogue of Life.